# Jari Ilola
Jari Ilola (* 24. November 1978 in Oulu) ist ein ehemaliger finnischer Fußballspieler. Der Mittelfeldspieler, der zwischen 1998 und 2007 in der finnischen Nationalmannschaft zum Einsatz kam, gewann sowohl in Finnland als auch in Schweden den Meistertitel.

## Werdegang

### Karrierestart in Finnland
Ilola debütierte im August 1995 für RoPS in der Veikkausliiga. In der folgenden Spielzeit etablierte er sich als Stammspieler und erreichte mit der Mannschaft das Endspiels des finnischen Ligapokals, das jedoch mit einer 2:3-Niederlage gegen HJK endete.
1998 wechselte Ilola innerhalb der ersten finnischen Liga nach Helsinki zu HJK. Mit dem Klub erreichte er die Gruppenphase der UEFA Champions League und kam dort in den Spielen gegen den 1. FC Kaiserslautern, Benfica Lissabon und die PSV Eindhoven zum Einsatz. Im selben Jahr gewann er seine ersten beiden Titel, als im Finale des Ligapokals FF Jaro und im Pokalfinale PK-35 Helsinki geschlagen wurden. Zudem spielte er sich in die finnische Nationalmannschaft und debütierte am 10. Oktober des Jahres bei der 0:1-Niederlage gegen die nordirische Nationalmannschaft in Belfast im Nationaljersey.
Nachdem Ilola 2000 verletzungsbedingt kaum zum Einsatz gekommen war, etablierte er sich unter Trainer Jyrki Heliskoski in der folgenden Spielzeit als Stammspieler im Mittelfeld von HJK. In der Spielzeit 2002 erzielte er in 16 Spielen drei Tore und verhalf somit der vom Engländer Keith Armstrong betreuten Mannschaft um Spieler wie Alexei Eremenko, Antti Heinola und Mika Kottila zum Gewinn des finnischen Meistertitels. Mit dem Titelgewinn verabschiedete er sich aus Finnland.

### Wechsel nach Schweden
Ilola unterschrieb einen Vertrag bei IF Elfsborg. Anfangs gehörte er beim Klub aus Borås zu den Ergänzungsspielern und kam hauptsächlich als Einwechselspieler zum Einsatz. In der Spielzeit 2006 konnte er sich als Stammspieler etablieren und trug in 20 Saisonspielen zum Gewinn des Lennart-Johansson-Pokals als schwedischem Landesmeister bei. Auch in der folgenden Spielzeit gehörte er zum Stammpersonal, ehe er sich im Sommer am Knie verletzte und unter anderem die Qualifikationsspiele zur Champions League gegen den Linfield FC verpasste. Gegen Ende der Spielzeit kehrte er nach seiner Genesung wieder in die Stammformation zurück, musste sich jedoch im April 2008 erneut einer Operation am Knie unterziehen und fiel die restliche Spielzeit aus. In den folgenden anderthalb Jahren musste er sich insgesamt vier Operationen an seinen beiden Knien unterziehen, so dass er langfristig ausfiel und lediglich kurze Zeit bei der Reservemannschaft auflief. Im November 2010 beendete er verletzungsbedingt seine Karriere.